# Fédération internationale des femmes juristes

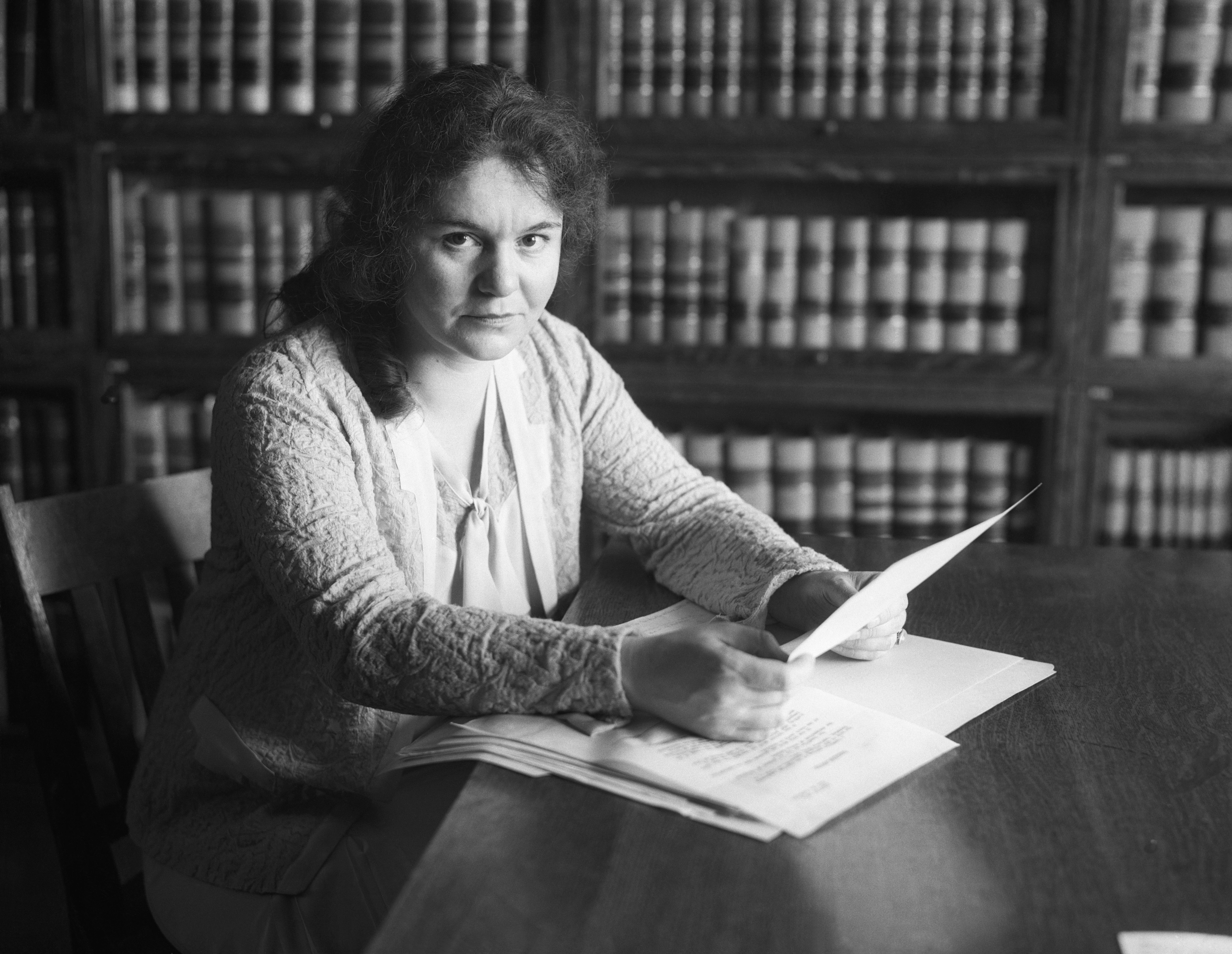
Rosalind Goodrich Bates, fondatrice et présidente de la Fédération internationale des femmes juristes, en 1931.

La Fédération internationale des femmes juristes (FIFJ), en espagnol Federacion Internacional de Abogadas (FIDA), est une organisation non gouvernementale internationale.